# 金勝熙
金 勝熙（キム・スンヒ、韓国語:김승희、1952年3月1日 - ）は韓国の詩人。光州出身。

## 略歴
1973年、『京郷新聞』の新春文芸に詩｢絵の中の水｣が入選して登壇した。初詩集 『太陽ミサ』(1979)を発刊して、その後四冊目の詩集 『卵の中の生涯』(1989)を出すまで、詩人は純粋なイデアを求めたが、次第に日常の現実を直視するうちに、真に自由な人生とは何かを問うようになった。こうした姿勢は日常の現実と物質的な文明世界への批判に向けられ、詩人をさらなる知的探求へと進ませた。
1990年代の詩は、自我省察を通した既存の制度と秩序からの脱出を積極的に試みている。詩人は叙情の世界とフェミニズム的なところに留まることなく、現実と文明に対する強烈な批判をしている。
多少、観念的だという批判を受けることもあったが、知的で機知のある言語、鋭い現実分析、衝撃的なイメージなどで独自の世界を構築している。
1994年には、『東亜日報』の新春文芸に小説｢サンタ・フェに行く人｣が入選し、詩と散文の領域で精力的に活動している。

## 受賞歴
- 1973年、京鄕新聞の新春文芸入選
- 1992年、素月詩文学賞
- 2003年、高靜熙賞

## 主な作品
詩集
- 1979年、『태양미사』(太陽ミサ)[2]
- 1983年、『왼손을 위한 협주곡』(左手のための協奏曲)
- 1983年、『미완성을 위한 연가』(未完成のための恋歌)
- 1989年、『달걀속의 생』(卵の中の生涯￥)
- 1991年、『어떻게 밖으로 나갈까』(どうやって外に出よか)
- 1995年、『세상에서 가장 무거운 싸움』(世の中で一番重たい争い)
- 2000年、『빗자루를 타고 달리는 웃음』(ほうきに乗って走る笑い)
- 2006年、『냄비는 둥둥』(ナベはブカブカ)
- 2008年、『그렇게 사랑하고 그래서 행복합니다』(そうのように愛し、それで幸せです)
- 2012年、『희망이 외롭다』(希望は寂しい)

小説
- 1993年、『꿈꿀 자유』(夢を見る自由)
- 1997年、『산타페로 가는 사람』(サンタ・フェに行く人)
- 1999年、『왼쪽 날개가 약간 무거운 새』(左の翼が少し重い鳥)